# 陳俊麟
陳俊麟（1965年－），中華民國政治人物，民主進步黨籍，為民進黨籍的社會運動人士，國立清華大學社會人類所碩士，曾參與野百合學運，曾任國家安全會議諮詢委員、副祕書長、代理祕書長、行政院研究發展考核委員會副主任委員、資訊工業策進會董事、臺中縣政府機要秘書、民進黨民調中心主任、民進黨選舉對策委員會副執行長、民進黨青年部主任、民進黨主席特助。陳俊麟為軍事迷，對於戰爭和武器有研究。

## 荣誉

### 中华民国勋章奖章
- 二等景星勳章（2024年5月15日於總統府頒授）[3]